# Byron Gibson (Schauspieler)
Byron Gibson (* in Cambridge, Cambridgeshire, England) ist ein britischer Schauspieler, Stuntman und Filmschaffender.

## Leben
Gibson wurde in Cambridge geboren. 1990 besuchte er das erste Mal Thailand und lernte dort Muay Thai. Er war als Lehrer für Muay Thai tätig und organisierte Kämpfe und etablierte Kampfschulen in Cambridge. Jean-Claude Van Damme castete ihn für seinen Film Full Love aus dem Jahr 2010, in dem er eine kämpfende Rolle erhielt. 2011 folgten Rollen unter anderen in den Filmen Largo Winch II – Die Burma Verschwörung und Hangover 2. 2012 hatte er eine kleine Nebenrolle im deutschen Film Türkisch für Anfänger inne. 2013 stellte er in Vikingdom – Schlacht um Midgard den Captain of Jomsberg dar. 2014 wirkte er in der deutschen Fernsehfilmproduktion Gegen den Sturm! in der Rolle des Steven Bremus mit. 2016 verkörperte er in sieben Episoden der Fernsehserie Brutal: Taste of Violence die Rolle des Marcus. Ab demselben Jahr bis einschließlich 2017 verkörperte er in zehn Episoden der Miniserie Deep die Rolle des Angelos. 2017 übernahm er die historische Rolle des König Arthur im Actionfilm King Arthur and the Knights of the Round Table. 2019 stellte er in General Commander neben Steven Seagal eine der Hauptrollen als Tom Benton dar.
Seit 2011 ist Gibson als Stuntman und Stunt Coordinator tätig. In dieser Funktion wirkte er unter anderem in Zum Glück bleibt es in der Familie, Ninja – Pfad der Rache und Outcast – Die letzten Tempelritter mit. 2013 erschien der Kurzfilm Gutted, für den er als Produzent und Drehbuchautor tätig war. Weitere Filmproduktionen folgten 2016 mit The Beginning of the End und 2020 mit English Dogs.

## Filmografie (Auswahl)

### Schauspiel
- 2010: Full Love
- 2011: Largo Winch II – Die Burma Verschwörung (Largo Winch II)
- 2011: Elephant White – Ein Killer in Bangkok (Elephant White)
- 2011: Hangover 2 (The Hangover: Part II)
- 2012: Billa 2
- 2012: The Impossible – Nichts ist stärker als der Wille, zu überleben (Lo imposible)
- 2012: The Mark
- 2012: The Far Cry Experience (Miniserie, 2 Episoden)
- 2012: Türkisch für Anfänger
- 2013: Only God Forgives
- 2013: Gutted (Kurzfilm)
- 2013: Vikingdom – Schlacht um Midgard (Vikingdom)
- 2013: Bhai
- 2014: Die Erbschaft (Arvingerne, Fernsehserie, Episode 1x10)
- 2014: Gegen den Sturm! (Fernsehfilm)
- 2014: Pernicious
- 2014: Action Jackson
- 2015: Goodnight, Gloria
- 2015: No Escape
- 2015: Akhil
- 2016: Time Rush
- 2016: The Asian Connection
- 2016: Harte Ziele 2 (Hard Target 2)
- 2016: The Warriors Gate (勇士之門)
- 2016: The Beginning of the End
- 2016: Brutal: Taste of Violence (Fernsehserie, 7 Episoden)
- 2016–2017: Deep (Miniserie, 10 Episoden)
- 2017: King Arthur and the Knights of the Round Table
- 2017: Dragon Race (Fernsehserie, Episode 3x10)
- 2018: At the Edge (Kurzfilm)
- 2019: General Commander – Tödliches Kommando (General Commander)
- 2019: Haphazard
- 2019: Zui chang yi qiang
- 2019: Rise of the Footsoldier – The Marbella Job (Rise of the Footsoldier: Marbella)
- 2020: English Dogs
- 2020: Connected (Kurzfilm)
- 2021: Shooting Paul
- 2021: Serena’s Game
- 2022: Blood & Treasure – Kleopatras Fluch (Blood & Treasure, Fernsehserie, Episode 2x11)

### Stunts
- 2011: Largo Winch II – Die Burma Verschwörung (Largo Winch II)
- 2011: Nenu Naa Rakshasi
- 2011: Elephant White – Ein Killer in Bangkok (Elephant White)
- 2011: Hangover 2 (The Hangover: Part II)
- 2011: Dhada
- 2011: Zum Glück bleibt es in der Familie (On ne choisit pas sa famille)
- 2012: The Scorpion King 3 – Kampf um den Thron (The Scorpion King 3: Battle for Redemption)
- 2012: Chingari
- 2012: Billa 2
- 2012: The Mark
- 2013: Aadhi Bhagavan
- 2013: Iddarammayilatho
- 2013: Ninja – Pfad der Rache (Ninja: Shadow of a Tear)
- 2014: Ninnindale
- 2014: Outcast – Die letzten Tempelritter (Outcast)
- 2015: Sagaptham
- 2020: English Dogs

### Filmschaffender
- 2013: Gutted (Kurzfilm; Produktion und Drehbuch)
- 2013: Ron Smoorenburg Stretching Series (Kurzfilm; Produktion und Kamera)
- 2016: The Beginning of the End (Produktion und Drehbuch)
- 2020: English Dogs (Produktion)